# 谷口元治郎
谷口 元治郎（たにぐち もとじろう、1885年（明治18年）6月11日 - 1959年（昭和34年）4月8日）は、大日本帝国陸軍軍人。最終階級は陸軍中将。功三級

## 経歴
1885年（明治18年）に東京府で生まれた。陸軍士官学校第16期、陸軍大学校第27期卒業。フランス駐在を経て、1926年（大正15年）10月に陸軍省兵務局兵務課高級課員に就任し、1928年（昭和3年）8月10日に陸軍砲兵大佐進級と同時に参謀本部防衛課長に着任した。1931年（昭和6年）8月に野砲兵第10連隊長（第10師団）に転じ、満州事変に出動した。
1933年（昭和8年）8月1日、陸軍少将進級と同時に陸軍重砲兵学校幹事に着任。1935年（昭和10年）3月15日に野戦重砲兵第3旅団長に転じ、10月11日に砲兵監部附を経て、1936年（昭和11年）3月に陸軍習志野学校長に就任した。1937年（昭和12年）2月1日に留守第8師団司令部附となり、3月1日に陸軍中将に進級した。1938年（昭和13年）6月22日に第108師団長に親補され、日中戦争に出動。臨汾に駐屯し、八路軍を相手に悪戦苦闘した。1939年（昭和14年）11月に留守第8師団司令部附となり、1940年（昭和15年）2月28日に待命、2月29日に予備役に編入された。1945年（昭和20年）4月1日に召集され、長崎要塞司令官に就任し、6月1日に独立混成第122旅団長に転じた。
1947年（昭和22年）11月28日、公職追放仮指定を受けた。

## 栄典
勲章
- 1940年（昭和15年）8月15日 - 紀元二千六百年祝典記念章[5]
- 1942年（昭和17年）2月10日 - 勲一等旭日大綬章[6]